# 寿张集镇
寿张集镇，是中华人民共和国山東省济宁市梁山县下辖的一个乡镇级行政单位。

## 行政区划
寿张集镇下辖以下地区：
寿张集村、徐楼村、义和庄村、戚楼村、道沟村、殷庄村、倪王庄村、张东溪村、西孙庄村、李集村、四合兴村、徐坊村、郭楼村、孙佃言村、肖庄村、邵楼村、贾庄村、李楼村、杨楼村、穆桥村、程垓村、蒋集村、东孙庄村、宋铺村、周堤口村和临湖集村。

## 人口
2010年中国第六次人口普查时，寿张集镇共有人口34462人。共有家庭10204户，平均每户3.29人。14岁以下的少年儿童共7816人，占总人口22.68%；15-64岁人口共23200人，占总人口67.32%；65岁及以上的老年人共3446人，占总人口的9.999%。男性共计17450人，占总人口50.63%；女性共计17012人，占总人口49.36%。本地居住的人口中，拥有本地户籍的人口为31920人，占92.62%。